# Ansost
Ansost é uma comuna francesa na região administrativa de Occitânia, no departamento dos Altos Pirenéus. Estende-se por uma área de 2,2 km², Em 2010 a comuna tinha 59 habitantes (densidade: 26,8 hab./km²)..